# Paula Hawkins (femme politique)
Cet article concerne la sénatrice américaine. Pour l'écrivaine britannique, voir Paula Hawkins. Pour les autres articles homonymes, voir Hawkins.
Paula Hawkins, née Fickes le 24 janvier 1927 à Salt Lake City et morte le 4 décembre 2009 à Winter Park (Floride), est une femme politique américaine. Membre du Parti républicain, elle est sénatrice de Floride de 1981 à 1987.

## Biographie
De 1972 à 1978, Paula Hawkins est la directrice du conseil de la Rural Telephone Bank. Elle est parallèlement élue et réélue à la commission des services publics de Floride, où elle défend les consommateurs. En 1979, elle devient vice-présidente d'Air Florida.
Elle se présente au Sénat des États-Unis en 1974 puis au poste de lieutenant-gouverneur en 1978, sans succès
Elle est finalement élue sénatrice lors vague républicaine de 1980, qui accompagne l'élection de Ronald Reagan. Elle est la première femme élue sénatrice de Floride et la première femme élue pour un mandat complet au Sénat sans être l'épouse ou la fille d'un homme politique. Durant son mandat de sénatrice, elle s'attache particulièrement à la défense des familles : elle fait notamment adopter le Missing Children's Act (créant une base de données des enfants disparus), propose de faciliter l'entrée des mères célibataires sur le marché du travail et la prise en compte des années d'éducation des enfants dans les droits à la retraite,.
En 1982, elle est blessée par la chute de la cloison d'un studio télévisé et garde des douleurs importantes au dos. Candidate à un deuxième mandat 1986, elle affronte le gouverneur Bob Graham. Pendant la campagne, elle subit une opération liée à son accident de 1982. Elle est battue par Graham.
Depuis 1998, elle est partiellement paralysée après un accident vasculaire cérébral.

## Positions politiques
Préférant se décrire « féminine » que « féministe », Paula Hawkins est une républicaine conservatrice, opposée à l'avortement et à l'Equal Rights Amendment.